# HD 200527
HD 200527，又名BD+44 3679，SAO 50381、HR 8062，是一颗恒星，视星等为6.19，位于銀經86.27，銀緯-1.17，其B1900.0坐标为赤經20h 58m 49.7s，赤緯+44° -1.17′ 47″。